# Route Centre-Europe-Atlantique
Die Route Centre-Europe-Atlantique (RCEA) ist eine Straßenachse, die das zentrale Frankreich in Ost-West-Richtung durchzieht. Sie verbindet das südliche Deutschland, die Schweiz und östliche Frankreich mit der französischen Atlantikküste. Eine spezielle Signalisierung mit Straßenschildern existiert nicht – sie ist nur durch eine Assoziation definiert worden. Die Route verläuft über Straßen verschiedener Nummerierung. Obwohl die Strecke nicht durch geschlossene Ortschaften verläuft, gilt sie als unfallträchtig, da bei nachlassender Aufmerksamkeit die Gefahr von Auffahrunfällen steigt. Es ist geplant, zur Erhöhung der Sicherheit sowie der Durchgangsgeschwindigkeit alle Teilstrecken der RCEA vierspurig auszubauen. Die Autobahnabschnitte sind mautpflichtig.

Der Nordostabschnitt verläuft von Besançon bis Paray-le-Monial:
- Besançon – Einmündung in die A31
- Einmündung der A36 – Autobahndreieck Beaune
- Autobahndreieck Beaune – Chalon-sur-Saône Sud
- N 70 Chalon-sur-Saône – Montchanin
- N 80 Montchanin – Paray-le-Monial

Der Südostabschnitt kommt von Lausanne bzw. dem Aostatal nach Paray-le-Monial:
- N 205 Aostatal – Mont Blanc Tunnel – Le Fayet
- Le Fayet – Genf  (Route von Lausanne) – Mâcon
- Südumfahrung von Mâcon
- N 79 Mâcon – Paray-le-Monial

Der zentrale Abschnitt verläuft zwischen Paray-le-Monial und La Souterraine:
- Paray-le-Monial – Montmarault
- Montmarault – Autobahndreieck bei Bizeneuille
- Bizeneuille – Montluçon
- N 145 Montluçon – La Souterraine

Der Nordwestabschnitt verläuft von La Souterraine nach Nantes:
- N 145 La Souterraine – Bellac
- N 147 Bellac – Poitiers
- N 149 Poitiers – Bressuire
- N 249 Bressuire – Nantes

Der Südwestabschnitt verläuft von La Souterraine nach La Rochelle bzw. Royan
- La Souterraine – Limoges
- N 141 Limoges – Angoulême N 10 (nach Bordeaux) – Saintes
- Ast La Rochelle
  -  Saintes – Abzweig der A837
  -  Abzweig von der A10 – Rochefort
  - D 937 Rochefort – La Rochelle
- Ast Royan
  - N 150 Saintes – Royan

## Links
- RCEA Assoziation (französisch)
- Beschreibung der RCEA auf WikiSara (französisch)